# Maladera isarogensis
Maladera isarogensis är en skalbaggsart som beskrevs av Moser 1922. Maladera isarogensis ingår i släktet Maladera och familjen Melolonthidae. Inga underarter finns listade i Catalogue of Life.